# Fist for Fight
Fist for Fight је први албум шведског пауер метал бенда Сабатон. Састоји се из два демо снимка која су направљена 1999. и 2000. године која је бенд издао о свом трошку. Албум је 2001. године реиздат од стране италијанске издавачке куће Андерграунд Симфони. Албум је распродат због малог тиража и више није доступан на тржишту.

## Листа песама
1. „“ – 0:53
2. „“ – 3:45
3. „“ – 4:48
4. „“ – 4:42
5. „“ – 5:27 - Антирелигијска песма
6. „“ – 5:46 - Последње мисли умирућег човека
7. „“ – 4:09
8. „“ – 3:32 - О Назгулима из књиге „Господар прстенова“
9. „“ – 3:07
10. „“ – 3:57
11. „“ – 1:11
12. „“ - 4:53

## Састав
- Јоаким Броден - вокал, клавијатуре
- Рикард Сунден - гитара
- Оскар Монтелијус - гитара
- Пар Сундстром - бас гитара
- Данијел Мулбак - бубњеви, перкусије